# Верхний кембрий
| Кембрийский период в ОСШ (Россия) Деление по состоянию на март 2024 года |         |              |                       |
| система                                                                  | отдел   | ярус / век   | Ниж. граница, млн лет |
| Ордовик                                                                  | Нижний  | Тремадокский | 485,4±1,9             |
| Кембрий                                                                  | Верхний | Батырбайский | ?                     |
| Кембрий                                                                  | Верхний | Аксайский    | ?                     |
| Кембрий                                                                  | Верхний | Сакский      | ~497                  |
| Кембрий                                                                  | Средний | Аюсокканский | 500                   |
| Кембрий                                                                  | Средний | Майский      | ~504,5                |
| Кембрий                                                                  | Средний | Амгинский    | 509                   |
| Кембрий                                                                  | Нижний  | Тойонский    | ?                     |
| Кембрий                                                                  | Нижний  | Ботомский    | ?                     |
| Кембрий                                                                  | Нижний  | Атдабанский  | ?                     |
| Кембрий                                                                  | Нижний  | Томмотский   | 535±1                 |
| Венд                                                                     | Верхний | Верхний      | больше                |

Верхний кембрий (англ. Upper Cambrian) — верхний отдел кембрийской системы в Общей стратиграфической шкале (ОСШ) России, охватывающий породы, сформировавшиеся в позднекембрийскую эпоху, 497—485,4±1,9 миллионов лет назад (всего около 12 миллионов лет). Располагается над аюсокканским ярусом среднего кембрия и под тремадокским ярусом нижнего ордовика. Включает сакский, аксайский и батырбайский ярусы. Соответствует фуронгскому отделу в Международной стратиграфической шкале (МСШ).
До конца XX века стратиграфы подразделяли кембрий на нижний, средний и верхний отделы в Международной хроностратиграфической шкале (МХШ) с использованием региональных ярусов, но в 2000-е гг стандартом стало деление на четыре отдела с новыми ярусами, что не вызвало поддержки у российских авторов. Традиционное деление на три отдела и региональные ярусы продолжают использоваться в ОСШ.
Нижняя граница отдела определяется уровнем первого появления (FAD) трилобита Glyptagnostus reticulatus. В Китае в качестве глобального стратотипа для верхнего кембрия предлагалась подошва трилобитовой зоны Linguagnostus reconditus.
Отложения верхнего кембрия представлены в России, Казахстане, Балтике, Скандинавии, Китае, Австралии и Иране.

## Подразделения
Принятое для России деление верхнего кембрия на аюсокканский, сакский, аксайский и батырбайский ярусы основывалось на разрезах Малого Каратау, Казахстан. В дальнейшем аюсокканский ярус отнесли к среднему отделу и появился новый проект региональной шкалы на основе разрезов Сибирской платформы. В 2013 году было предложено деление на следующие ярусы, от нижнего к верхнему:
- Омнинский ярус (назван в честь реки Омне) — стратотип на реке Чопко;
- Мокутейский ярус (назван в честь реки Мокутей) — стратотип на реке Чопко, над омнинским ярусом;
- Новотукаландинский ярус (назван в честь реки Тукаланда) — стратотип на реке Чопко, над мокутейским ярусом;
- Хантайский ярус (назван в честь реки Хантайка) — стратотип на реке Кулюмбэ.

## Основные события позднекембрийской эпохи
В верхнекембрийских отложениях глобально прослеживается изотопное событие SPICE (Steptoean Positive Carbon Isotope Excursion — ступенчатый положительный сдвиг изотопов углерода), которое связывают с возможной аноксией в океанах того времени.

## Органический мир
Трилобиты из надсемейства Agnostoidea сохраняли широкое распространение, их окаменелости являются важными индикаторами отложений и среднего, и позднего кембрия. Конодонты сохраняли многочисленность.